# Hannelore Anke
Hannelore Anke (n. 8 decembrie 1957, Bad Schlema, Saxonia, Germania) este o înotătoare ce a reprezentat Germania, medaliată olimpică. A participat la două ediții ale Jocurilor Olimpice (1972, 1976) în care a câștigat două medalii de aur.